# معجزه صد ساله
معجزه‌ صد ساله (به ترکی استانبولی: Yüz Yıllık Mucize) یک مجموعۀ تلویزیونی محصول کشور ترکیه و درام عاشقانه در ژانر فانتزی، تاریخی، رومانس و ملودرام است به کارگردانی هیلال سارال که به قلم و نویسندگی نوران اورن شیت به رشتۀ تحریر در آمد. هنرمندان بیرکان سوکول‌لو، ابرو شاهین، زرین تکیندر و حمیرا آقبای کاراکترهای اصلی این مجموعۀ سیزده قسمتی، که از تاریخ ۲۳ مارس ۲۰۲۳ آغاز و در تاریخ ۱۵ ژوئن ۲۰۲۳ پایان پذیرفت را ایفا نمودند.

## داستان
سرهنگ علی‌طاهر، سال ۱۸۹۳ میلادی در شهر سالونیک چشم به جهان گشود و سال ۱۹۲۱ میلادی، هنگام نبرد در میدان ساکاریا، ساعت  ۰۲:۲۸ بامداد بر اثر برخورد و اصابت گلوله به قلبش چشم از جهان فرو بست ولی درست هنگام خاکسپاری، فرشته‌ای با جامۀ سپید بر بالین وی پدیدار گردید و بر او آب حیات نوشانید، آب حیات بر قلب سرهنگ، جانی‌نوین بخشید و دوباره آغاز به تپیدن نمود. ولی پس از آن، دو اتفاق بزرگ به وقوع پیوست: «نخست، اینکه او دیگر خوابی‌آرام نداشت و دوم، هرگز پیر نشد.» صد سال گذشت، او شاهد چه پیروزی‌ها و چه سرنگونی‌ها، چه زادروزها و چه درگذشت‌ها، چه عشق‌ها و چه خیانت‌هایی بود درحالی‌که پیوسته جوان می‌نمود. اکنون سال ۲۰۲۳ میلادی‌ است، نام او کمال کایا است و صد و سی سال معجزه را آزموده. هنگامی‌که خسته از این جهان فانی است، سرنوشت، دختری به نام هاریکا را در مسیر زندگی‌اش قرار می‌دهد و او پاسخ پرسشی که صد سال در پِی‌اش بود را می‌یابد: انسان برای چه زندگی می‌کند؟
برای جلوگیری از فاش نشدن این مجموعۀ تلویزیونی سیزده‌قسمتی، تنها شرحی مختصر دربارۀ آن داده شده است.

## بازیگران و کاراکترها
| بازیگر                              | کاراکتر                                                                                       | نقش          | قسمت    |
| ----------------------------------- | --------------------------------------------------------------------------------------------- | ------------ | ------- |
| بیرکان سوکول‌لو Birkan Sokullu       | ۱. سرهنگ علی‌طاهر Miralay AliTahir ۲. بازرس اشرف آنادولو Eşref Anadolu ۳. کمال کایا Kemal Kaya | اصلی         | ۱ تا ۱۳ |
| ابرو شاهین Ebru Şahin               | هاریکا Harika                                                                                 | اصلی         | ۱ تا ۱۳ |
| زرین تکیندر Zerrin Tekindor         | ثریا Süreyya                                                                                  | اصلی         | ۱ تا ۱۳ |
| حمیرا آقبای Hümeyra                 | مزین Müzeyyen                                                                                 | حضور افتخاری | ۱ تا ۱۳ |
| نجیپ ممیلی Necip Memili             | تورگوت Turgut                                                                                 | مکمل         | ۱ تا ۱۳ |
| عایشه‌گول جنگیز Ayşegül Cengiz       | ساجیده Sacide                                                                                 | مکمل         | ۱ تا ۱۳ |
| گزده سدا آلتونر Gözde Seda Altuner  | آیسَل Aysel                                                                                    | مکمل         | ۱ تا ۱۳ |
| یالچین حافیظ اوئلو Yalçın Hafızoğlu | جم Cem                                                                                        | مکمل         | ۱ تا ۱۳ |
| مروه نور بنگی Merve Nur Bengi       | زِرَن Zeren                                                                                     | مکمل         | ۱ تا ۱۳ |
| اِجم چالهان Ecem Çalhan              | میرای Miray                                                                                   | مکمل         | ۱ تا ۱۳ |
| زهرا کلجی Zehra Kelleci             | سرای Seray                                                                                    | مکمل         | ۱ تا ۱۳ |
| جمره گوملی Cemre Gümeli             | ثریا در جوانی                                                                                 | مکمل         | ۱ تا ۱۳ |
| لاچین جیلان Laçin Ceylan            | موژده «مژده» Müjde                                                                            | مکمل         | ۲ تا ۱۳ |
| بورجو جاورار Burcu Cavrar           | جانان Canan                                                                                   | مکمل         | ۴ تا ۱۳ |
| نازلی توسون‌اوئلو Nazlı Tosunoğlu    | مزین در جوانی                                                                                 | میهمان       | ۲-۳-۵   |